# Varaždin

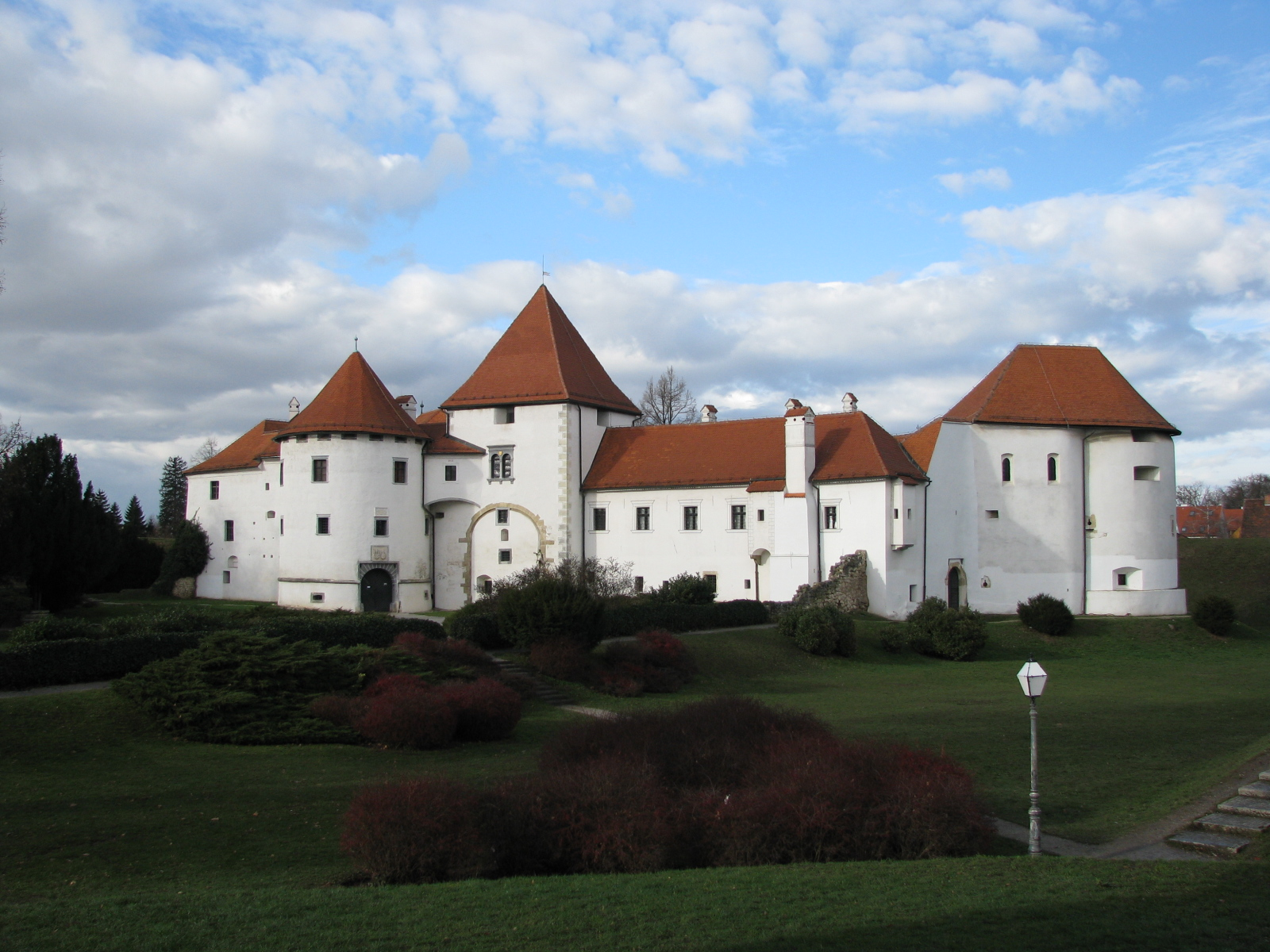
Varaždinborgen.

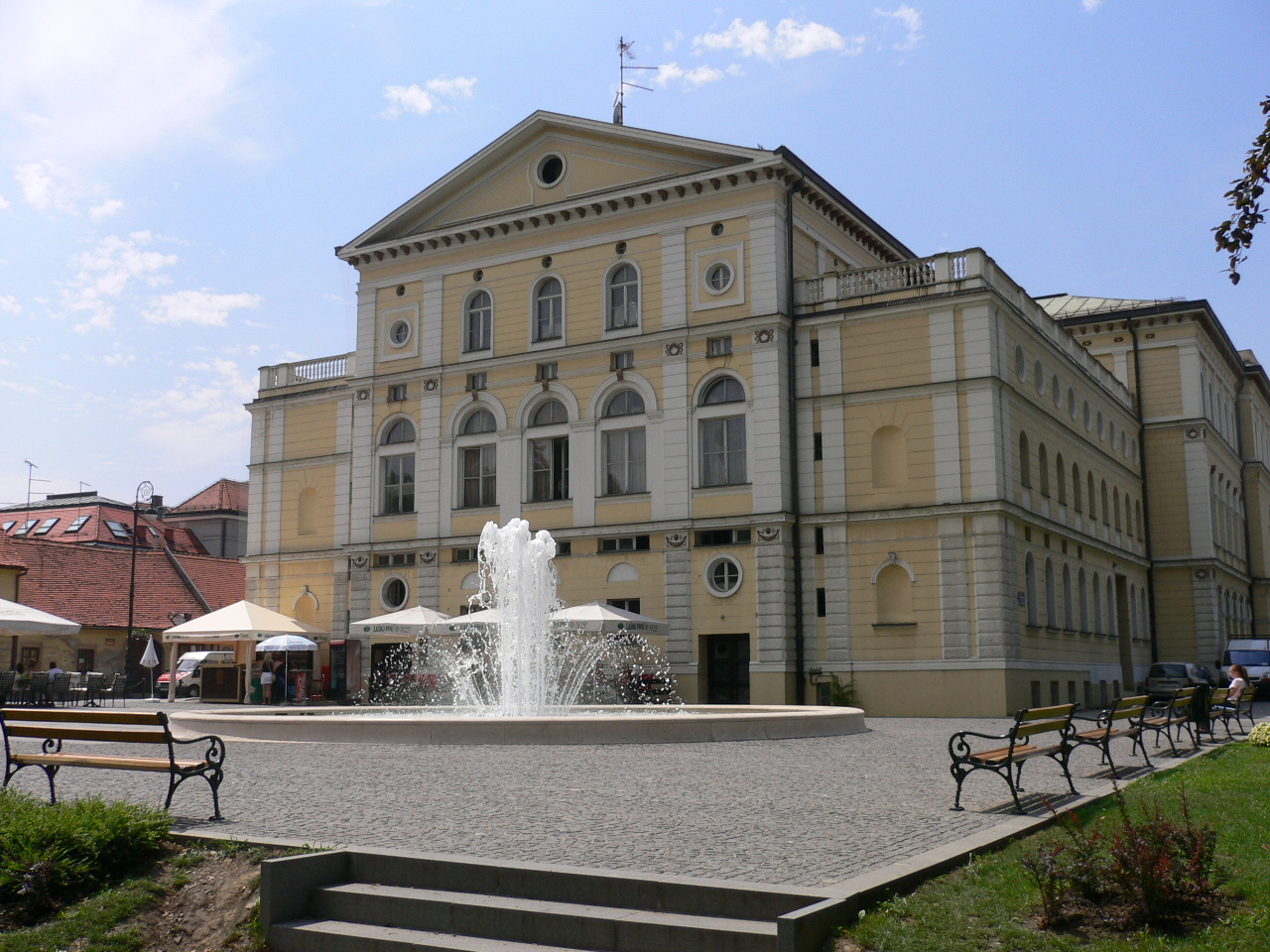
Teaterhuset i Varaždin.

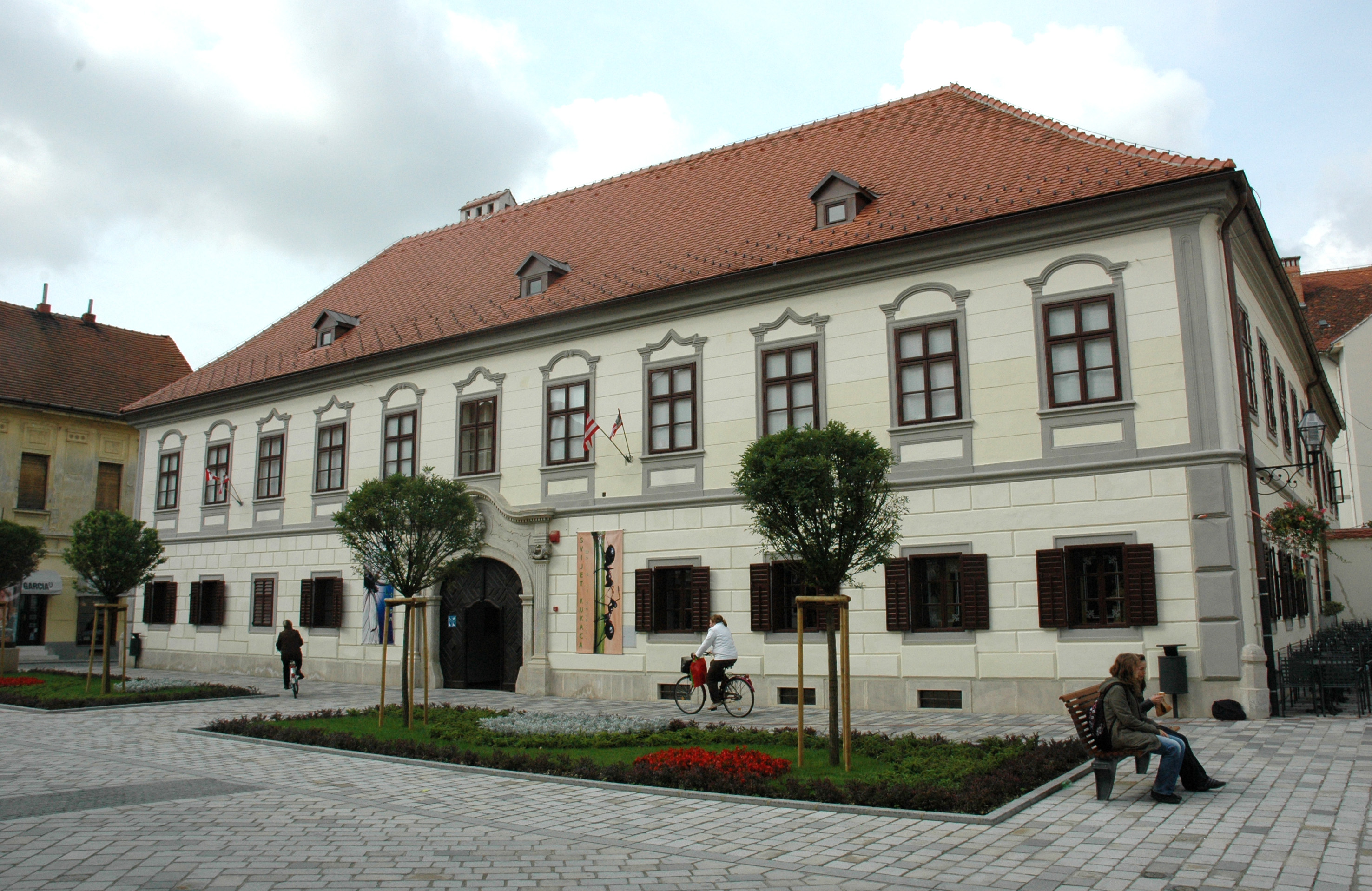
Herzerpalatset.

Varaždin (tyska: Warasdin, ungerska: Varasd, latin: Varasdinum) är en stad i provinsen Zagorje i nordöstra Kroatien. Staden ligger nära gränsen till Slovenien och Ungern och 81 km nordöst om huvudstaden Zagreb. Staden har 47 055 invånare 2011 varav 38 746 invånare bor i tätorten. Staden har flera unika och tidsenliga byggnader från 1300-1900-talet som vittnar om en lång och rik historia. 

## Namn
Namnet Varaždin spårar sitt ursprung till varoš, ett ungerskt lånord från város, som betyder stad.

## Demografi
Till staden räknas följande samhällen. Siffrorna på antalet invånare är från folkräkningen 2011:
| Samhälle           | Antal invånare |
| ------------------ | -------------- |
| Črnec Biškupečki   | 693            |
| Gojanec            | 619            |
| Gornji Kućan       | 1139           |
| Hrašćica           | 1277           |
| Jalkovec           | 1317           |
| Kućan Marof        | 1385           |
| Poljana Biškupečka | 456            |
| Varaždin           | 38746          |
| Zbelava            | 506            |

## Historia
Staden, vars historiska namn är Garestin, nämns första gången i skriven form 1181 då kung Béla III nämner de närbelägna varma källorna Varaždinske Toplice i ett rättsligt dokument. 
Under 1200-talet blev staden ett ekonomiskt och militärt centrum i norra Kroatien. I samband med de osmanska angreppen på det Habsburgska riket fick staden en defensiv struktur och byggnader uppfördes runt den gamla borgen. Varaždin fick därmed formen av en typisk medeltida fästningsstad. I början av 1300-talet kom malteserriddare till staden. Dessa kyrkans män lät bygga en kyrka och ett munkkloster på orten. 
I slutet av 1400-talet övergick fästningsstaden till grevarna av Celje. Under de kommande seklerna hade Varaždin olika ägare, bland annat Beatrice Frankopan, den tyske markgreven Georg der Fromme och baron Ivan Ungnad. 
År 1767 grundande den habsburgska kejsarinnan Maria Teresia det Kroatiska kungliga rådet (Hrvatsko kraljevsko vijeće) med säte i Varaždin. Staden blev därmed Kroatiens huvudstad och platsen för Sabor. Först efter den stora branden 1776 flyttades myndigheterna till Zagreb. 
Under 1900-talet utvecklades Varaždin till ett industriellt centrum i nordvästra Kroatien. Bland annat grundades textilindustrin Tivar 1918. Under det kroatiska självständighetskriget 1991 fick Varaždin endast smärre skador.

## Kultur
Gamla stan och dess fästning Varaždinborgen från 1300-talet som idag rymmer stadens museum är ett av de mer populära turistmålen i centrala Kroatien. Kulturella evenemang, såsom Špancirfest och Varaždins barockkvällar lockar årligen tusentals turister från när och fjärran.

## Sport
- NK Varaždin (2012), sedan 2012;
- NK Varaždin, tildigare.

## Transport och kommunikationer

### Tågtrafik
Varaždin har goda kommunikationer med tåg till Zagreb, Maribor och Budapest.

### Vägar
Vid Varaždin finns anslutningsväg till motorvägen A4 som i sydvästlig riktning leder mot Ludbreg och huvudstaden Zagreb. I nordöstlig riktning leder den mot Čakovec och den ungerska gränsen.

### Fotnoter
1. 1 2 3  ”Census of Population, Households and Dwellings 2011, First Results by Settlements” (på engelska och kroatiska) ( PDF). Kroatiska statistiska centralbyrån. Arkiverad från originalet den 19 augusti 2014. https://web.archive.org/web/20140819030849/http://www.dzs.hr/Hrv_Eng/publication/2011/SI-1441.pdf. Läst 29 oktober 2013.